# Stolta Stad!
Stolta stad! er et af den svenske digter Carl Michael Bellmans kendeste værker fra nr. 33 i samlingen fra 1790 Fredmans Epistler. Epistlen kombinerer talte indslag – fx 'Was ist das?' og vendinger eller ord på tysk, svensk og fransk – med indslag af sang på svensk. Den er beskrevet som svensk litteraturs mest kongeniale skildring af hovedstaden.
Til titlen er føjet en forklarende undertekst om indholdet:
"1:o Om Fader Movitz's öfverfart til Djurgården,
och 2:o om den dygdiga Susanna."

## Baggrund
Carl Michael Bellman er en central figur i svensk sang- eller visetradition, kendt for Fredmans Epistler fra 1790 og Fredmans Sange fra 1791. Han spillede cister, ledsagende sig selv når han udførte sine sange ved hoffet.
Jean Fredman er en fiktiv karakter og den formodede fortæller i Bellmans epistler og sange baseret på en urmager i Stockholm på Bellmans tid. Epistlerne tegner et billede af byens demimonde liv i 1700-tallet, hvor stærke drikke og smukke "nymfer" som Ulla Winblad skaber et rokokobillede af livet ved at blande klassisk allusion og pastoral beskrivelse med tidens barske virkelighed.

## Epistlen
Epistlen begynder med en lang talt del, imiterende en overfyldt båd med folk, der spiller kort og andre der forsøger at bevæge sig omkring. Noget er på tysk og fransk – og en stump på dansk).
Sangen har fire strofer med to yderligere talte afsnit. Hver strofe har tolv linjer, med rimmønsteret AABBCCDDDEEE. Af disse begynder linjerne AA begge med 'Corno' (horn), og alle linjerne CDD og EEE slutter med 'Corno'.
Sangen er i 4/4 og markeret 'Marche'. Epistlen er dateret 16. oktober 1771. Tre af de talte afsnit slutter med en meddelelse om at en 'nymfe', Susanna, skal synge. Kun denne epistel og epistel nr. 67 (Fader Movitz, Bror) kræver en kvindestemme, men identifikationen af "Susanna" er ikke kendt. Melodien hævdes af Nils Afzelius at komme fra arien "Regardez ces traits" fra Monsignys opera Le cadi dupé, men det bestrides af musikologen James Massengale.

### Udpluk fra epistlen
Epistlen begynder på tysk og fortsætter med udbrud og tilråb på flere sprog til dem der er opholder sig på Skeppsbron da selskabet belaver sig på at blive roet over til Djurgården:
 : "Was ist das? Ge rum vid Roddar-trappan. (Hvad er det? Giv plads ved ro-trappen - dvs. trappen ned til kajen)
 : Undan Birfilare, Skoputsare, Tullsnokar och Matroser! (Til side fiolspillere, skopudsere, toldkontrollører og matroser!)
 : ..."
... og efter mange lignende udråb kommer første sungne strofe, hvor (Corno) markerer hornet der gjalder.
| Svensk | Tillempet dansk |
| --- | --- |
| - (Corno) - Stolta Stad! - (Corno) - Jag nu glad Förglömmer ditt prål, Ditt buller, larm och skrål, Dina Slott och Torn. Movitz blås i ditt horn - (Corno) - Böljan slår, - (Corno) - Båten går, - (Corno) - Bland Jakter och Skutor Spanjefararn står Segelstinn - (Corno) - Går snart in - (Corno) - I Cadix och Dublin. - (Corno) - | - (Corno) - Stolte Stad! - (Corno) - Jeg nu glad Glemmer dit pral, Dit buller, larm og skrål, Dine slotte og tårne. Movitz blæs i dit horn - (Corno) - Bøljen slår, - (Corno) - Båden går, - (Corno) - Blandt jagter og skuder spaniensfarerne står Med spændte sejl - (Corno) - Går snart ind - (Corno) - I Cadix og Dublin. - (Corno) - |

## Reception
Epistlen er indspilet af Fred Åkerström og Sven-Bertil Taube, og fremført i kostume af Thord Lindé.
Citerende epistlen bemærker Anita Ankarcrona, at Bellman var 'den første, og måske den største, af alle der har skildret Stockholm' ("... Men, Carl Michael Bellman var den förste, och kanske den störste, av alla Stockholmsskildrare. ...")
Det svenske Bellmanssällskapet bemærker, at Sveriges hovedstad aldrig er portrætteret med mægtigere trompetfanfarer eller med større behændighed end i denne epistel: "svensk litteraturs mest kongeniale portræt af Stockholm". Værket er hverken digt eller sang, men et sangdrama af den art, der er skabt af Bellman selv af en kakofoni af stemmer og Skeppsbrons kollektive musik.
Lydcollagen bliver som "et landskabsmaleri, et forbløffende smukt billede af en gruppe stockholmere i 1770'erne".
I Haga-Brunnsviken Nytt bemærker Gunnel Bergström, at i strofe tre stiger Ulla Winblad ombord, og Movitz bliver kåd og lidenskabelig.
Et rejseselskab, der viser folk rundt i Bellmans Stockholm, kalder sig "Stolta Stad".

## Galleri
| - Skeppsbron i 1790'erne og kort over Djurgården - Skeppsbron mod nord 1790'erne Ætsning af Johan Petter Cumelin - Kort over Djurgården hvortil selskabet i robåden agter at sejle |